# Mercenary (Computerspielreihe)
Mercenary ist eine Reihe von Computerspielen, die von Novagen veröffentlicht wurden und zum Genre der Abenteuerspiele gezählt werden können. Mercenary I war eines der ersten 3D-Spiele. Alle drei Teile der Serie simulieren eine weitläufige, frei erforschbare Umgebung und besitzen einen nichtlinearen, offenen Spielablauf, ähnlich dem etwa zeitgleichen Vorreiter Elite. Die Spiele wurden in der Presse lobend rezensiert. 2008 gibt es ein Portierungsprojekt, eine Website und eine kleine Community. Eine neue Umsetzung in zeitgemäßer Grafik-Engine ist in Planung (Stand Oktober 2007).

## Mercenary: Escape from Targ
Der erste Teil der Serie, Escape from Targ, wurde 1986 veröffentlicht. Nach dem Verlust des eigenen Raumschiffs durch die Kollision mit dem Planeten Targ muss der Protagonist, der auf dem Weg zu einem Auftrag war, einen Weg finden, den Planeten wieder zu verlassen.
Man erforscht den Planeten mit verschiedenen Gleitern und Bodenfahrzeugen, zudem gibt es unterirdische Hangars mit verzweigten Räumlichkeiten, die man nach technischer Ausrüstung, nützlichen Gegenständen und Schlüsseln absuchen kann. In den unterirdischen Anlagen finden sich Teleporter, mit denen sich weit voneinander entfernte Orte ohne Verzögerung erreichen lassen.
Die Gebäude und Objekte im Spiel sind für eine flüssige Darstellung auf 8-Bit-Computern in Drahtgitter-Vektorgrafik umgesetzt. Diese Abstraktion hat aber durchaus einen eigenen ästhetischen Reiz, so erinnern beispielsweise die komplexeren Gebäude durch die Transparenz an gläserne Skulpturen.
Das Spiel enthält zahlreiche humorvolle Elemente. Beispiele: Während der Crashlandung zu Beginn des Spiels übergibt der Schiffscomputer dem Piloten nach einem furchteinflößenden Sturzflug, etwa eine halbe Sekunde vor dem unvermeidlichen Aufschlag, die „manuelle Kontrolle“. Der Abschuss von in der Landschaft platzierten Schildern mit dem Atari-Symbol wurde in der Commodore-Version lobend kommentiert, der Abschuss von Commodore-Schildern in der Atari-Version ebenso. Ein geheimnisvolles „Essential 12939-Supply“ entpuppt sich als ein Kasten mit der Aufprägung der namensgebenden Nummer, welche durch die transparente Vektorgrafik auf der Rückseite den Schriftzug „PEPSI“ bildet. Auf der Orbitalstation befindet sich eine Tür mit einem Totenkopfsymbol; tritt man hindurch, erkennt man, dass es sich um eine sinnfreie Außentür handelte, während man minutenlang torkelnd zur Planetenoberfläche stürzt.

## Mercenary: The Second City
Im gleichen Jahr erschien eine Missionsdiskette, bei der sich der Protagonist noch auf Targ befindet, aber alles viel komplizierter angelegt ist als im eigentlichen Spiel.

## Mercenary II: Damocles
Vier Jahre nach Mercenary, 1990, brachte Novagen den lange erwarteten Nachfolger Damocles heraus. Er knüpft an The Escape from Targ an. Der Protagonist hat endlich seinen Auftragsort, ein Sonnensystem mit mehreren Planeten, erreicht. Der Grund seiner Anwesenheit: Der Planet Eris wird durch den Einschlag eines Kometen bedroht. Durch die Kollision mit Targ und die Bemühungen, an ein neues Raumschiff zu kommen, ist die Zeit knapp geworden.
Wie im ersten Teil ist das Gameplay nonlinear mit verschiedenen Möglichkeiten, das Ziel (hier: die Abwendung des Kometeneinschlags) zu erreichen.
Bei Flügen zwischen den Planeten des Systems wird die sich aus der Relativitätstheorie ergebende Zeitdilatation berücksichtigt, so dass sich nahe der Lichtgeschwindigkeit die Reisezeit verkürzt, was jedoch angesichts des Zeitlimits bis zum Kometeneinschlag gut abgewogen werden muss.
Im Gegensatz zum ersten Teil haben die Objekte und Gebäude bei Damocles – wir sind in der 16-Bit-Ära – Wände. Als nette Reminiszenz gibt es auf dem Mond eines Planeten ein Targ-Freilichtmuseum, in dem einige der Drahtgitter-Objekte aus dem ersten Teil des Spiels ausgestellt werden.
Es besteht die Möglichkeit, Damocles mit einem gespeicherten Spielstand aus Mercenary zu beginnen. Der Spieler hat aber dadurch keinen besonderen Vorteil.

## Damocles Mission Discs
Bei den Mission Discs handelt es sich um modifizierte Spielstände für Damocles. Man lädt diese in das Hauptspiel ein und erhält somit eine leicht veränderte Umwelt und neue Aufgaben, die teilweise viel schwieriger sind als die im Original-Damocles-Spiel. Beispielsweise muss man die Novabomb von einem Gebäudedach holen oder man hat viel weniger Zeit, um Eris, den Hauptplaneten, vor der Bedrohung durch den Kometen Damocles zu bewahren.

## Mercenary III: The Dion Crisis
Im Jahre 1992 erschien der dritte Teil. Er beginnt im Timewarp-Gefängnis auf Metis, wo der Protagonist eingesperrt wurde, um auf seine nächste Aufgabe zu warten.
Gleich zu Anfang des Spiels wird der Spieler informiert, dass ein gewisser „Mr. P.C. Bil“ (wieder ein Insider-Gag: im ersten Teil war ein lästiger Opponent der „Palyars' Commander's Brother-In-Law“) versucht, die Präsidentschaft über das Gamma-System an sich zu reißen und Pulvin-Erz auf Dion abzubauen. Dies würde das gesamte Ökosystem von Dion zerstören. Somit ist es die Aufgabe des Spielers, P.C. Bils Vorhaben zu verhindern. Wie in Damocles gibt es wieder verschiedene Möglichkeiten, das Spiel durchzuspielen. Beispielsweise kann die Spielfigur für die Präsidentschaftswahl kandidieren oder alle Kampfschiffe des Antagonisten zerstören.
Der Schauplatz ist der gleiche wie in Damocles, nur gibt es nun zusätzlich ein öffentliches Verkehrsmittelsystem – Busse, Taxis, kommerzielle Inter-City-Flüge oder auch Flugverbindungen zwischen verschiedenen Planeten und Monden. Weiterhin können Fahrzeuge gemietet und gekauft werden.
Die Teile zwei und drei erschienen nur für die 16-Bit-Computer Atari-ST und Amiga. Eine PC-Umsetzung, von der Screenshots mit texturierter Grafik existieren, war fast fertiggestellt, ist aber aufgrund von Marketing-Entscheidungen der beteiligten Unternehmen Sony and Psygnosis nie erschienen.